# Bèlgida
Bèlgida (Bélgida in castigliano) è un comune spagnolo di 683 abitanti situato nella comunità autonoma Valenciana.